# Фернандина
Фернандина (на испански: Fernandina) е остров на Галапагоските острови. Той е третият по големина и най-западният от главните острови на архипелага.

## История
Островът появява за първи път на навигационните карти направени от британския пират Амброуз Каули през 1684 година. Остров Фернандина е кръстен на испанския крал Фердинанд II Арагонски, който финансира плаването на Христофор Колумб.

## Геология
Фернандина е вулканичен остров. Площта му е 642 km², най-високата точка е вулканът Ла Кумбре, който се извисява на 1476 m надморска височина. Фернандина е най-младият и най-вулканично активния остров от архипелага. Последното изригване на вулкана Ла Кумбре е регистрирано през април 2009 г.

## Фауна и флора
Поради вулканичната активност на острова няма много растителност. Повърхността му е гола с изключение на мангровите гори по крайбрежието. На полуостров Пунта Еспиноса (Punta Espinoza) има голяма колония от морски игуани. Срещат се също и галапагоски пингвинии, пеликани, безкрили корморани и морски лъвове. Има два ендемични вида гризачи – Aegialomys galapagoensis и Nesoryzomys fernandinae, които са оцелели благодарение на факта, че на острова няма хора, плъхове, и други животни.
Върху застиналите потоци от лава расте кактусът Brachycereus nesioticus.